# Liste des stations de radio en Albanie
Cet article présente la liste des radios en Albanie.

## Liste des radios

### Radios publiques
- Radio Tirana 1
- Radio Tirana 2
- Radio Tirana 3 (service international)
- Plus 2 Radio

### Radios locales ou régionales
- Radio Hit FM
- City Radio Albania
- Love Radio
- Boom Boom Radio
- Club FM
- My Music Radio
- Radio 7
- Radio +3
- Radio Alfa dhe Omega
- Radio ALSAT
- Radio DJ
- Radio Eurostar
- Radio 1
- Radio Kukesi
- City FM Radio
- Radio Klan
- Radio Fieri
- Radio Magic star
- Radio Saranda
- Radio Val' e Kaltër
- Radio Stacioni
- Radio Ngjallja
- Radio Top gold
- Radio Jug
- Radio ABC
- Radio Alpo
- Radio Rash
- Radio Scorpion
- Radio E parë
- Radio Emanuel
- Radio Prespa
- Radio Travel
- Radio Shqip
- Radio Super Star
- Radio Euro Star
- Radio NRG
- Radio Kontakt
- Radio Nacional
- Radio Klea
- Radio Sport
- Radio Star
- Radio Club Alsion
- Radio Egnatia
- Radio 6
- Radio X
- Radio Logos
- Eagle Radio
- Radio Jehona
- Radio Spartak SM
- Radio Ora News
- Radio Kiss FM
- Radio Idea
- Radio Lushnja
- Greta Music Radio
- Radio ABC News
- Radio Channel 7
- Radio Dimension
- Radio Sprint
- Radio Univers
- Radio Number One
- Radio Vesa
- Radio Clazz

### Webradios
- RadioPulla
- Radio Albania FM
- Radio Hit FM
- Radioshqip.org
- Divan Radio
- Top Net Radio
- City FM Radio
- Tirana Jazz Radio
- People Radio
- NO FM Radio
- Radio EnergyFM Albania
- New Planet Radio
- Radio Blloku